# Alex McLeish
Alexander Alex McLeish (ur. 21 stycznia 1959 w Barrhead, Szkocja) – szkocki trener KRC Genk i piłkarz występujący na pozycji środkowego obrońcy. W swojej karierze występował w Aberdeen i Motherwell. Rozegrał 77 spotkań w reprezentacji Szkocji.